# Gonzalo Rodríguez
Denna artikel handlar om fotbollsspelaren Gonzalo Rodríguez, se även Gonzalo Rodríguez (racerförare).
Artikeln följer den spanska namnseden; faderns efternamn är Rodríguez och moderns efternamn Prado.
Gonzalo Javier Rodríguez Prado, född 10 april 1984 i Buenos Aires, är en argentinsk före detta fotbollsspelare (mittback).

## Karriär
Rodríguez startade sin seniorkarriär i argentinska CA San Lorenzo de Almagro 2002, där han vann Copa Sudamericana med sitt lag samma år. 
I juli 2004 gick Rodríguez till spanska Villarreal CF. Han var startspelare under de första säsongerna och förlängde i januari 2006 sitt kontrakt fram till 2011.
Efter att Villarreal åkt ur La Liga 2011/2012, valde Rodríguez tillsammans med lagkamraten Borja Valero i augusti 2012 att skriva på för italienska ACF Fiorentina.
Den 23 juni 2020 meddelade Rodríguez att han avslutade sin fotbollskarriär.